# Hybolasius castaneus
Hybolasius castaneus es una especie de escarabajo longicornio del género Hybolasius, tribu Acanthocinini, subfamilia Lamiinae. Fue descrita científicamente por Broun en 1893.

## Descripción
Mide 3-3,75 milímetros de longitud.

## Distribución
Se distribuye por Nueva Zelanda.